# San Francisco Plaza
San Francisco Plaza è una comunità non incorporata della contea di Catron nel Nuovo Messico, negli Stati Uniti.
Situate nella valle del fiume San Francisco, le città furono colonizzate dai coloni spagnoli negli anni 1860. Oggi Middle San Francisco Plaza si chiama Middle Frisco, Lower San Francisco si chiama Lower Frisco e Upper San Francisco è stata rinominata Reserve quando vi fu costruito il quartier generale del servizio forestale degli Stati Uniti.

## Geografia fisica
Il fiume Tularosa sfocia nel fiume San Francisco a Middle San Francisco Plaza.

## Storia
Reserve era chiamata Upper San Francisco Plaza dai suoi primi coloni ispanici nel 1874. Gli Apache fecero frequenti attacchi alla comunità, dal momento che si trovava all'interno dei loro terreni di caccia. Alla fine degli anni 1870 i coloni di lingua inglese iniziarono ad arrivare. Rinominarono Upper Frisco Plaza in Milligan's Plaza in onore di un commerciante della città e proprietario di un saloon.
Lower San Francisco Plaza fu la località della leggendaria sparatoria di Frisco di Elfego Baca nel 1884. Si autoproclamò vice sceriffo contro una folla di cowboy texani a Lower San Francisco Plaza nel 1884, guadagnandosi rapidamente la reputazione di eroe della sparatoria di Frisco. L'autore Louis L'Amour ha incluso Upper San Francisco Plaza nel suo romanzo Il vento cade a Ladder Five, chiamandola "The Plaza".